# رباط دوشاخه
رباط دوشاخه (انگلیسی: Bifurcated ligament) یا رباط میان استخوانی یک رباط و نوار محکمی است که از پشت به حفره عمیق سطح فوقانی استخوان پاشنه متصل می‌شود و از روبرو به شکل Y به دو رباط پاشنه‌ای تاسی و رباط پاشنه‌ای‌ناوی تبدیل می‌شود.
- رباط پاشنه‌ای‌تاسی (ligamentum calcaneocuboideum) که در بخش درونی استخوان تاسی ثابت شده و یکی از پیوندهای اصلی میان ردیف‌های اول و دوم استخوان‌های تارس را ایجاد می‌کند.
- رباط پاشنه‌ای‌ناوی (ligamentum calcaneonaviculare) که به بخش جانبی استخوان ناوی متصل است.